# Межень (пароход, 1885)
«Межень» (c 1924 года — «Память Ильича», с 1933 года — «Ногин»)  — колёсный служебный пароход Нижегородского технического участка пути Казанского округа путей сообщения, участник Гражданской и Великой Отечественной войн.

## Описание парохода
Колёсный пароход. Длина судна составляла 64 метра, ширина корпуса без учета кожухов гребных колёс — 8,5 метра. На пароходе была установлена паровая машина мощностью 540 лошадиных сил.

## История
Пароход был построен в 1885 году на Сормовском заводе.
В 1899 году пароход был оборудован в качестве «представительского» судна. При этом его внутренняя отделка была переделана в стиле Людовика XIV, интерьер был дополнен картинами французских художников на тему жизни на Волге.
В навигацию 1899 года на пароходе из Ярославля в Углич совершил путешествие великий князь Владимир Александрович. После чего из Астрахани до Самары и обратно — герцог Александр Ольденбургский.
В 1906 году во время народных волнений в Чебоксарах на «Межени» планировалось перевезти роту солдат из Казани на подавление этих волнений, однако экипаж парохода отказался перевозить солдат для «борьбы с народом» под угрозой в полном составе покинуть борт судна.
В навигацию 1910 года на пароходе совершила паломническую поездку великая княгиня Елизавета Фёдоровна, после чего премьер-министр Пётр Столыпин объезжал города на Волге для контроля проводимых реформ на местах.
В 1913 году в рамках празднования 300-летия дома Романовых «Межень» входила в состав флотилии, следовавшей от Нижнего Новгорода до Ярославля, и на её борту находился император Николай II с семьёй. Во время путешествия император записал в своем дневнике:

 17-го мая. Пятница. Перешли с радостью на приготовленный для нас пароход путей сообщения «Межень». Уютно и со тщанием устроены наши каюты 
По завершении путешествия 22 мая (4 июня) 1913 года император поблагодарил экипаж судна, наградил капитана Клементьева, помощников капитана и лоцманов золотыми часами, а всех остальных его членов серебряными часами.
Пароход принимал участие в Гражданской войне в России на волжском театре боевых действий. В навигацию 1918 года в июне на пароходе из Самары эвакуировался губернский реввоенсовет во главе с В. В. Куйбышевым. В июле того же года на пароходе в Симбирск в ходе левоэсеровского мятежа прибыл командующий Восточным фронтом М. А. Муравьёв. 
В августе 1918 года на пароходе разместился штаб командующего Волжской флотилией РККА Ф. Ф. Раскольникова.
В навигацию 1919 года пароход использовался в качестве минного тральщика в акватории Волги, после чего вошёл в состав Волжско-Каспийской флотилии РККА.
В 1924 году, после смерти Ленина, пароход был переименован в «Память Ильича».
В 1933 году пароход «Память Ильича» был переоборудован в буксир и переименован в «Ногин».
Во время Великой Отечественной войны пароход работал на линии плёс Камышин — Сталинград — Владимировка.
По завершении службы в 1958 году пароход «Ногин» был списан в утиль и мае следующего 1959 года в Звениговском затоне разделан на металлолом.

### Комментарии
1. ↑  По другим данным в 1884 году[2].